# Nhà thờ chính tòa Jerez de la Frontera
Nhà thờ San Salvador là nhà thờ chính tòa của Giáo phận Công giáo Roma Jerez de la Frontera ở Jerez de la Frontera, Andalucía, phía nam Tây Ban Nha. Nhà thờ được công nhận là Bien de Interés Cultural năm 1931.

## Phong cách
Được xây dựng vào thế kỷ 17, nhà thờ có phong cách kiến trúc pha trộn giữa kiến trúc Gothic, kiến trúc Baroque và Tân cổ điển. Nhà thờ được thăng hạng thành nhà thờ chính tòa năm 1980.

## Bên trong nhà thờ

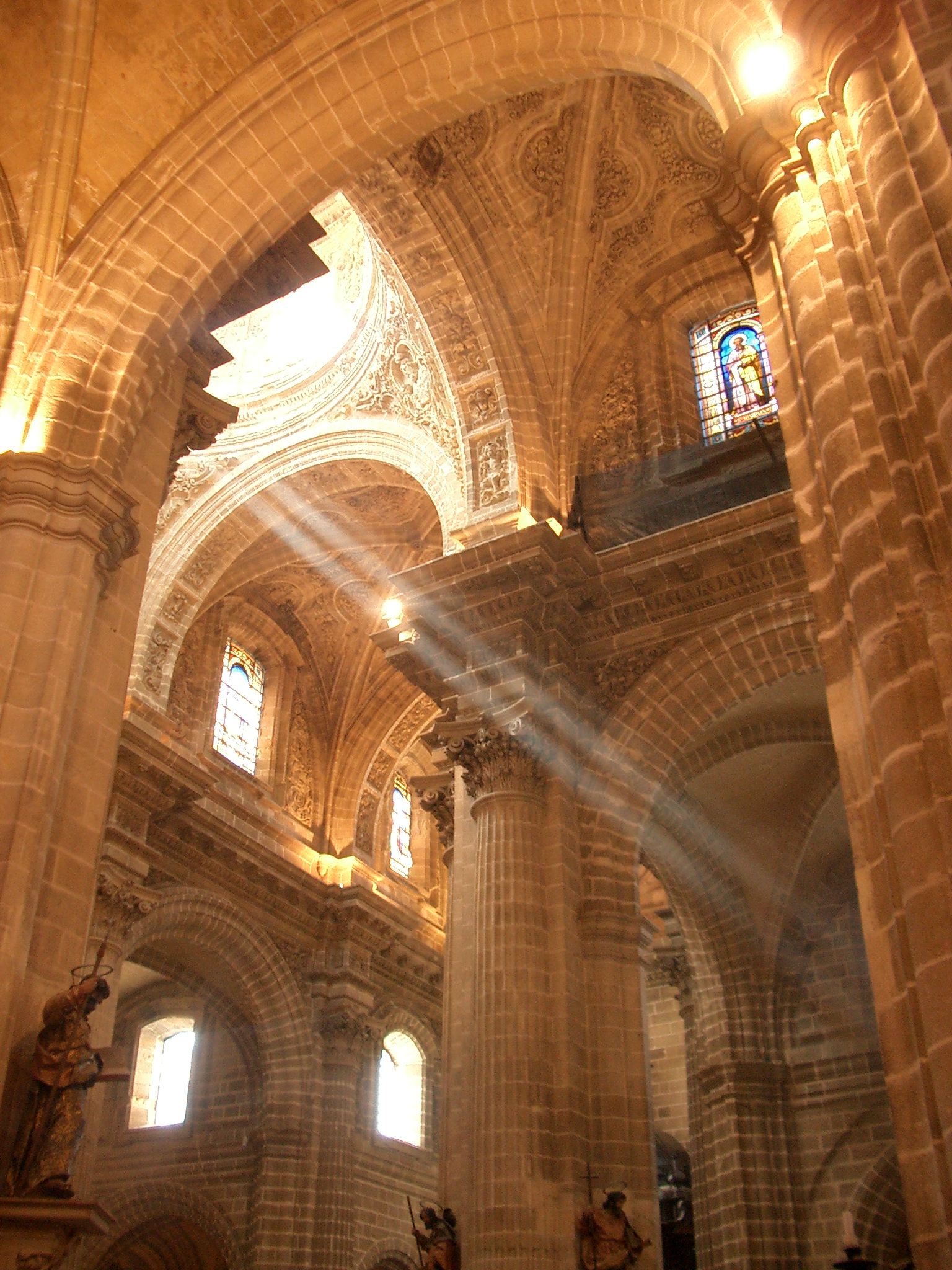
Cảnh bên trong nhà thờ

Nhà thờ gồm một gian giữa và bốn gian phụ với chiều cao không đồng đều. Bên trong chứa tượng Maria bởi Francisco de Zurbarán và một tác phẩm nghệ thuật Gothic Crucifix tên là Cristo de la Viga.

## Hình ảnh

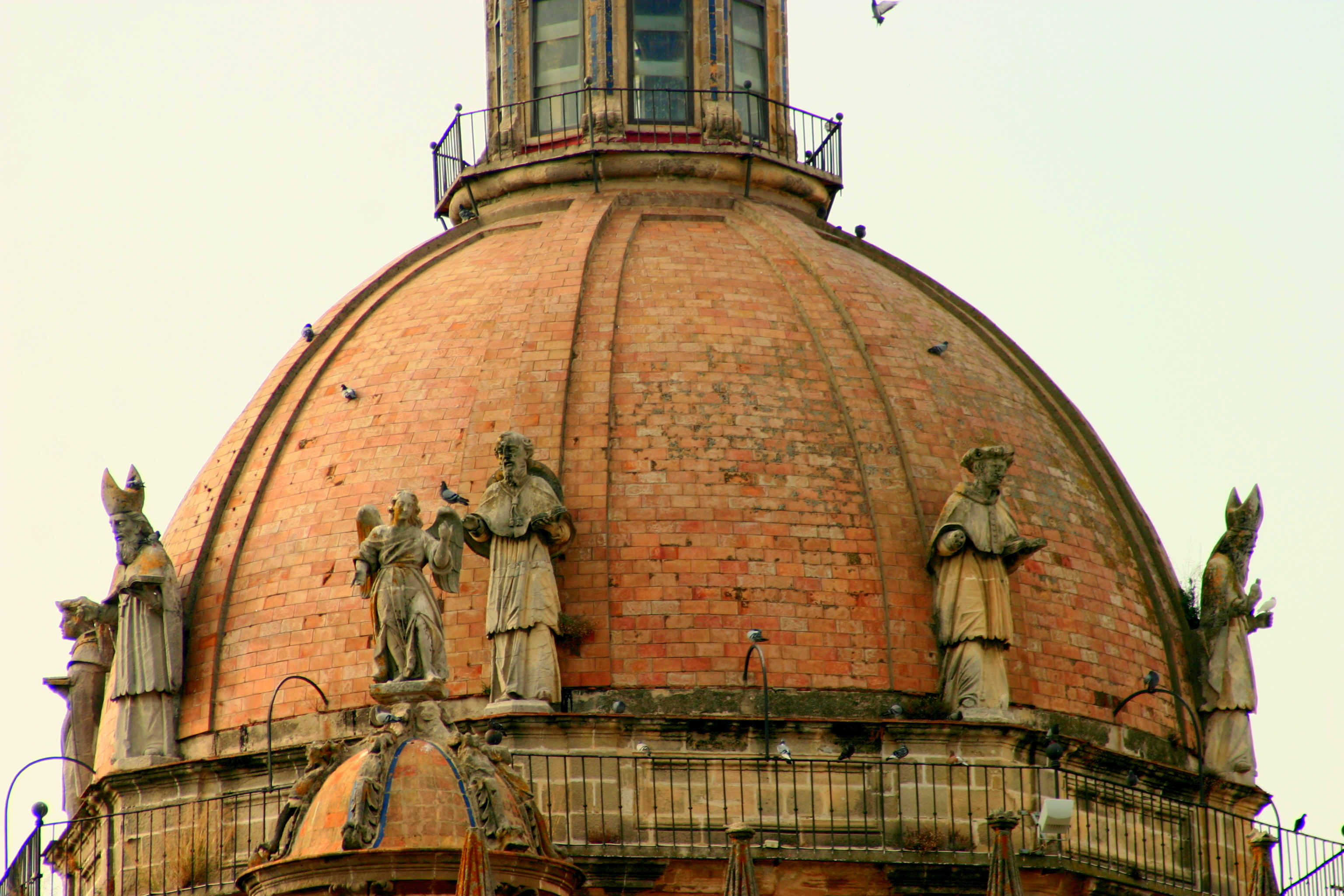
Chi tiết mái vòm
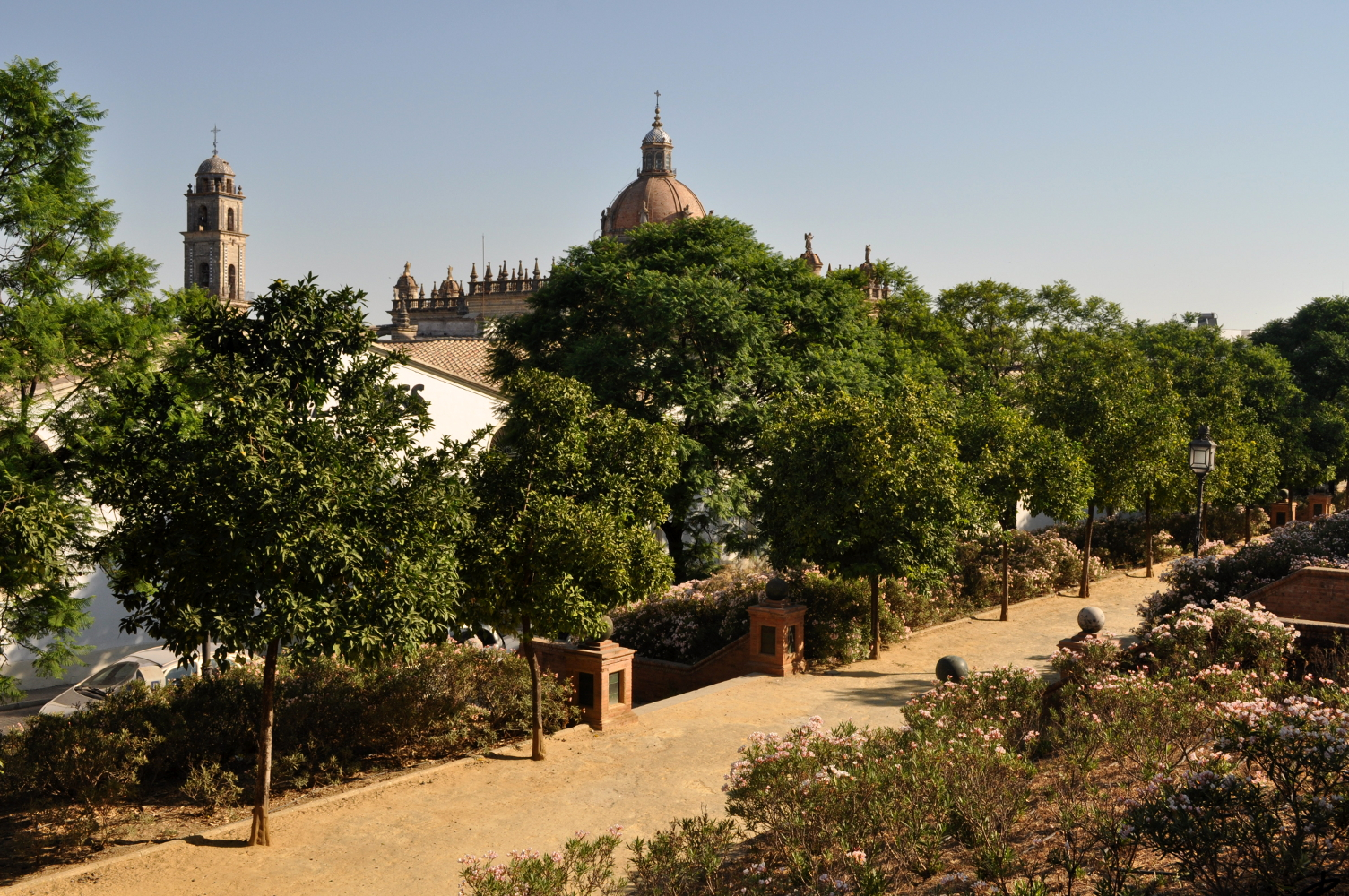
Cảnh nhà thờ Jerez từ các khu vườn của Alameda Vieja
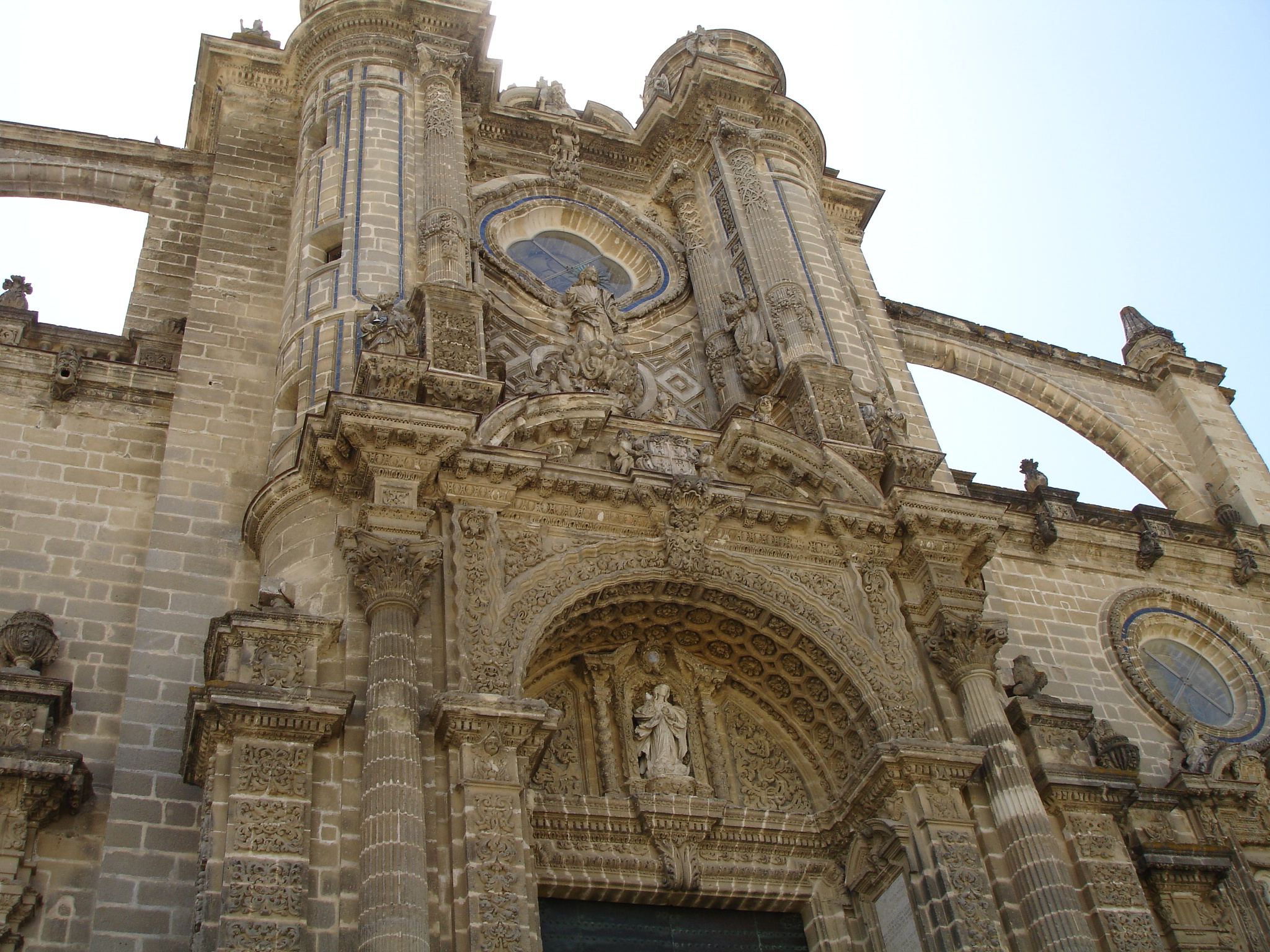
Chi tiết của mặt tiền chính
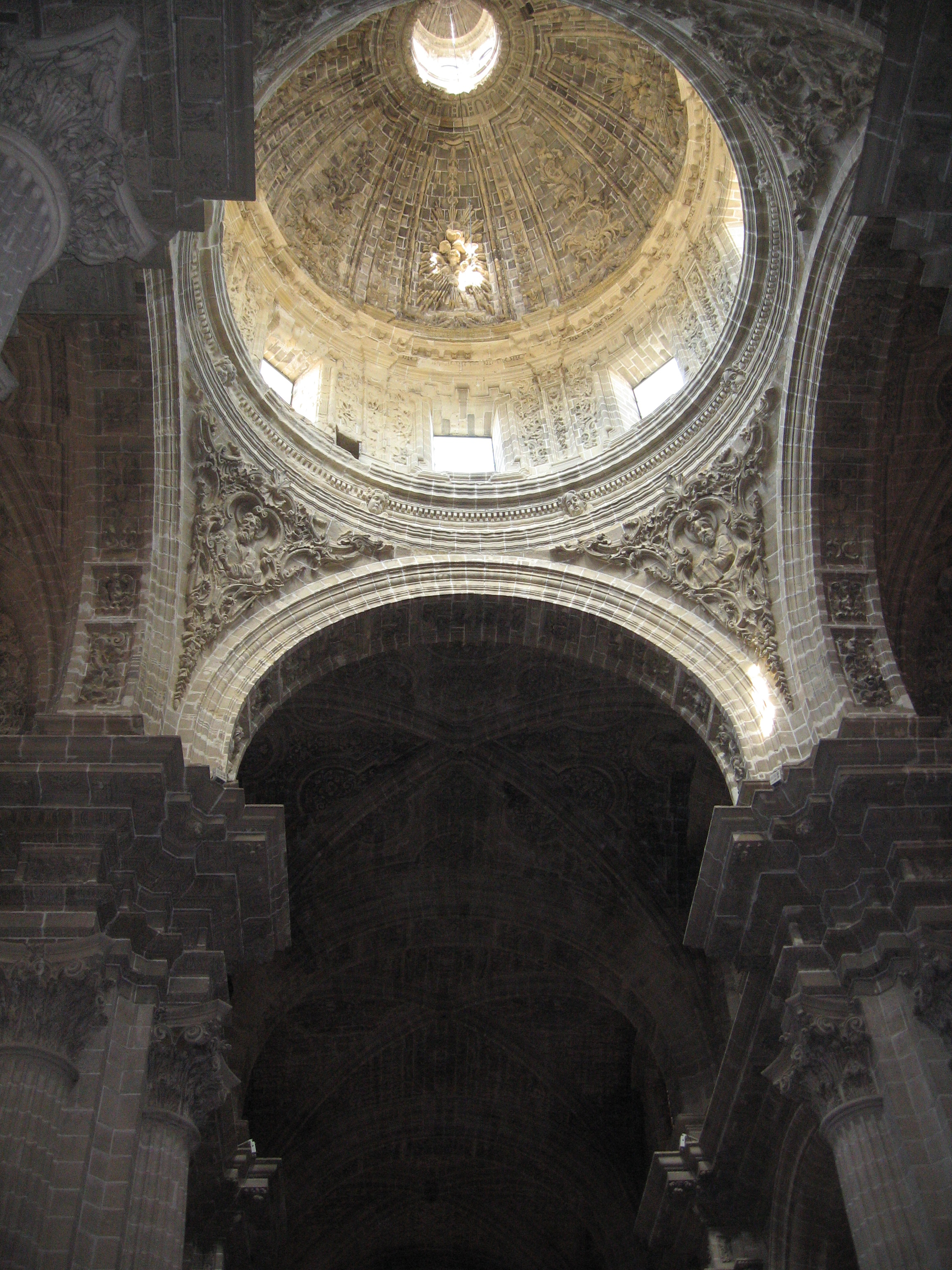
Nhìn từ bên trong
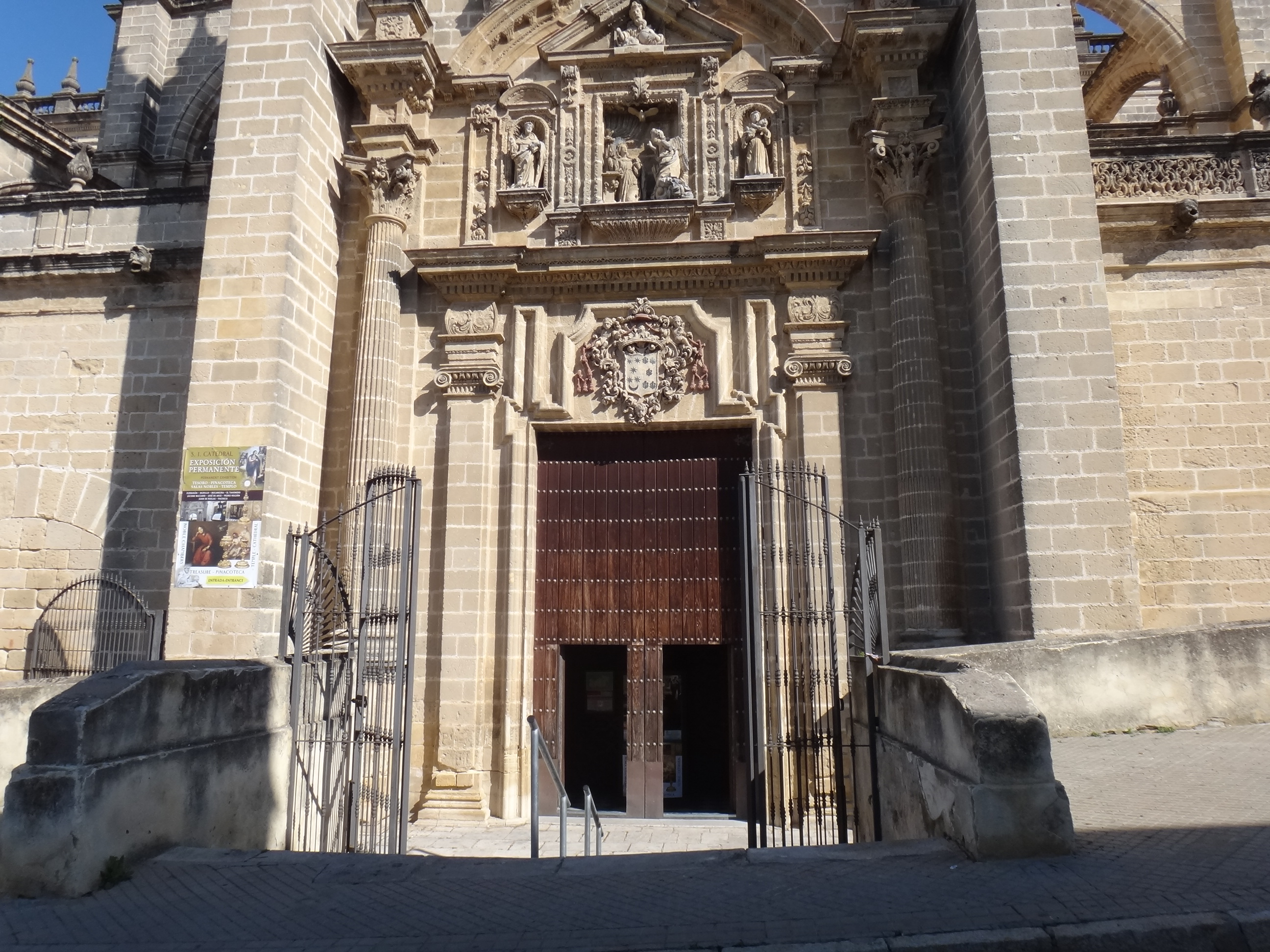
Lối vào bảo tàng nhà thờ
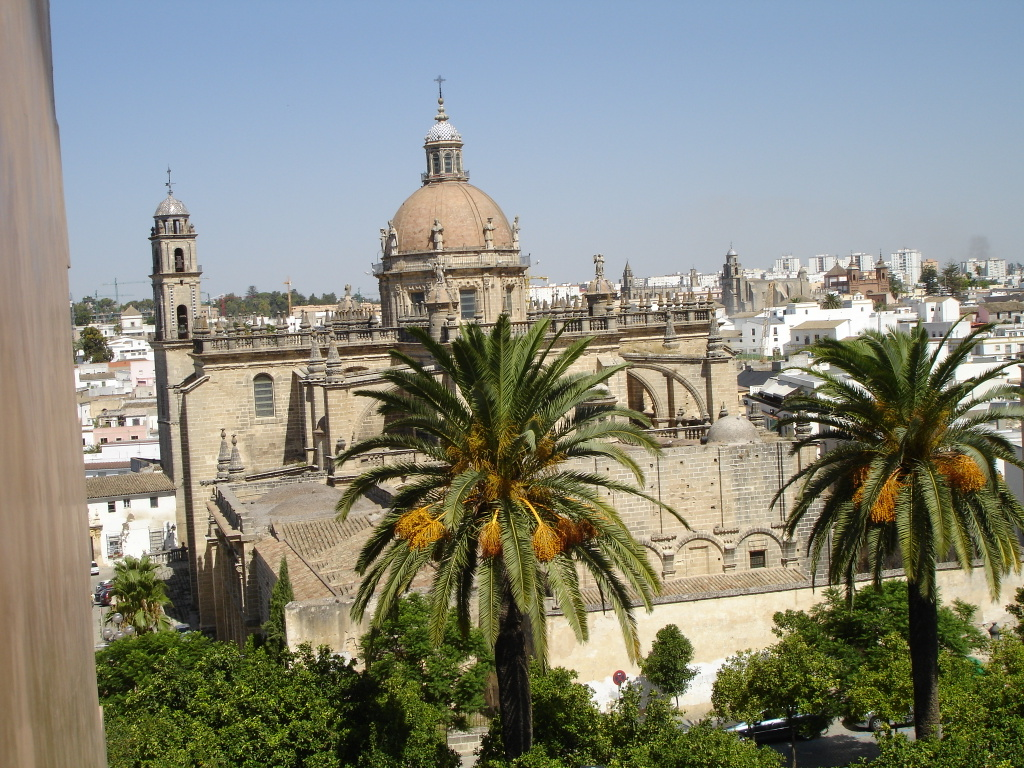
Xem từ Palacio de Villavicencio
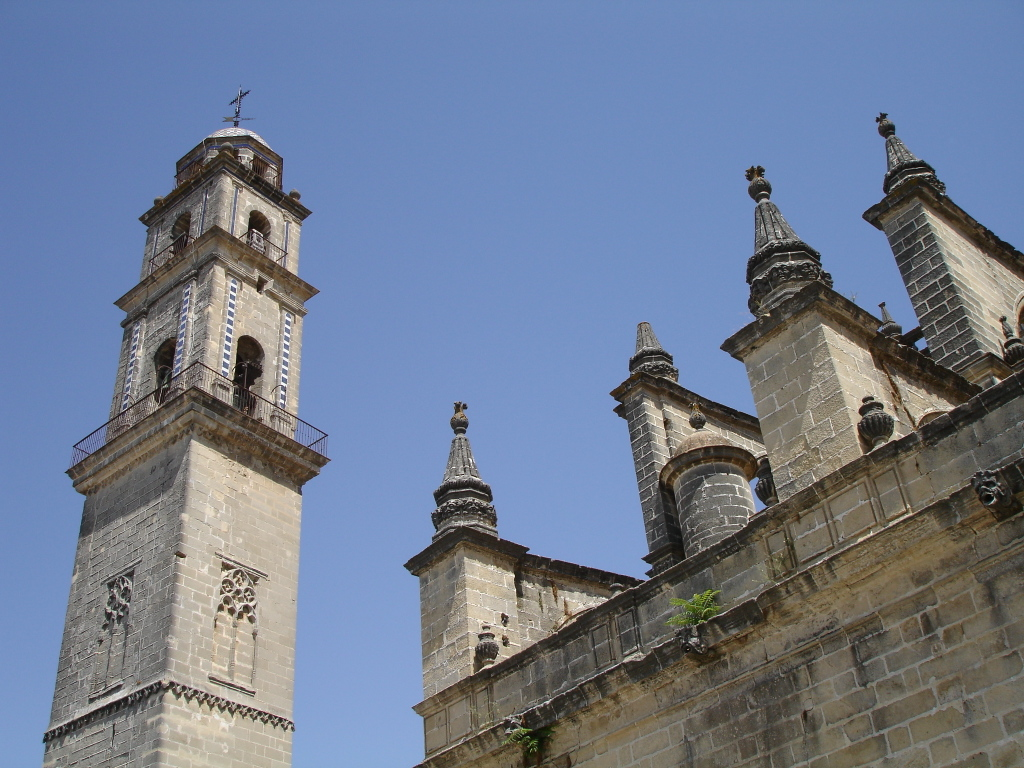
Tháp nhà thờ
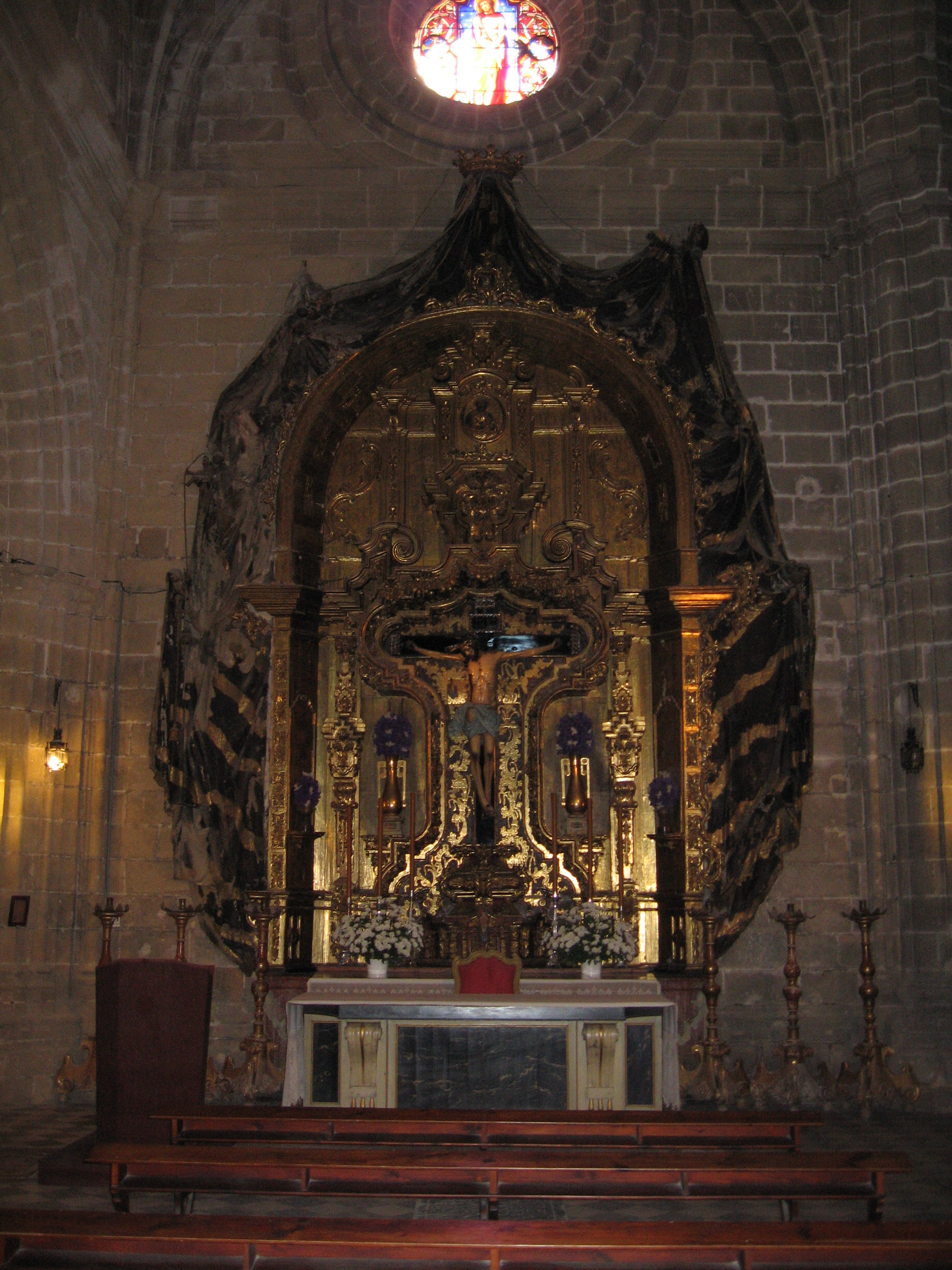
Đức Kitô của Viga